# Dorota (Zabrze)
Dorota, Wieś Doroty (niem. Dorotheendorf) – dawna wieś, od 1905 część Zabrza.
Do 1873 gmina jednostkowa w powiecie bytomskim, od 1873 w powiecie zabrskim.
1 kwietnia 1905 gminę Dorota zniesiono, łącząc ją z gminami Stare Zabrze (Alt-Zabrze) i Małe Zabrze (Klein-Zabrze) oraz obszarami dworskimi Zaborze i Zabrze w nową gminę Zabrze (Zabrze). Nazwę gminy Zabrze zmieniono 21 lutego 1915 na Hindenburg O.S., a 1 października 1922 gminie nadano prawa miejskie. Obszar Doroty utworzył dzielnicę Hindenburg-Süd (Zabrze-Południe).
1 stycznia 1927, w związku ze zniesieniem powiatu zabrskiego, Zabrzu nadano status powiatu grodzkiego.
Współcześnie tereny Doroty wchodzą w skład zabrzańskich dzielnic Śródmieście i Centrum Południe.